# Douglas Preston
Douglas Jerome Preston (Cambridge, 26 de mayo de 1956) es un escritor y periodista estadounidense.

## Biografía
Autor de novelas del género tecno-thriller y de terror, coautor junto a Lincoln Child de varios libros de suspense que se han convertido en superventas internacionales.
Preston comenzó su trabajo de escritor en el Museo Norteamericano de Historia Natural. Además de sus colaboraciones con Child, ha escrito cinco novelas y varios libros de temática científica que se ocupan fundamentalmente de la historia del sudoeste norteamericano. Ha trabajado también en la Universidad de Princeton y ha escrito numerosos artículos para The New Yorker sobre temas científicos.
En 1995, con El ídolo perdido, le llegó el reconocimiento mundial. Todas sus novelas han sido catalogadas como superventas internacionales, incluyendo sus libros en solitario. El códice maya, su segunda novela en solitario, recibió muchos elogios por parte de la crítica, y fue muy aceptada por el público. Esto hizo que continuara con El cañón del Tiranosaurio, que narra los acontecimientos posteriores a los de la anterior novela. Luego llegaría Blasfemia, en donde desarrollaría a Wyman Ford, personaje de Tiranosaurio. En el año 2010, publicó Impacto, en donde el ya mencionado Ford hace de protagonista. Actualmente vive en Maine con su esposa y sus tres hijos: Selene, Aletheia e Isaac.

## Libros divulgativos
Además de sus novelas, solo o acompañado de Child, Preston ha escrito varios libros de no ficción, en su mayor parte sobre la historia del suroeste de Estados Unidos, pero también ha tocado la arqueología y la paleontología en artículos para revistas como el The New Yorker.

### Novelas
Novelas sueltas
- Jennie (1994)

Serie Tom Broadbent
1. El códice maya (The Codex) (2004)
2. Tiranosaurio (Tyrannosaur Canyon) (2005)

Serie Wyman Ford
1. Tiranosaurio (Tyrannosaur Canyon) (2005)
2. Blasfemia (Blasphemy) (2008)
3. Impacto (Impact) (2010)
4. Proyecto Kraken (The Kraken Project) (2014)[9][10]

### Novelas con Lincoln Child
Serie del agente Pendergast (Agent Pendergast)
1. El ídolo perdido (Relic) (1995)
2. El relicario (Reliquary) (1997)
3. Los asesinatos de Manhattan (The Cabinet of Curiosities) (2002)
4. Naturaleza muerta (Still Life with Crows) (2003)
5. Trilogía de Diogenes (Diogenes Trilogy):
  1. La mano del diablo (Brimstone) (2004)
  2. La danza de la muerte (Dance of Death) (2005)
  3. El libro de los muertos (The Book of the Dead) (2006)
6. El círculo oscuro (The Wheel of Darkness) (2007)
7. La danza del cementerio (Cemetery Dance) (2009)
8. Trilogía de Helen (Helen Trilogy):
  1. Pantano de sangre (Fever Dream) (2010)
  2. Sangre fría (Cold Vengeance) (2011)[11]
  3. Dos tumbas (Two Graves) (2012)
9. Fuego Blanco (White Fire) (2013)
10. El laberinto azul (Blue Labyrinth) (2014)
11. Costa Maldita (Crimson Shore) (2015)
12. La cámara de obsidiana (2016)
13. La ciudad que no descansa (2018)
14. Versos para un muerto (2018)
15. Río maldito (2020)
16. Sin una gota de sangre (Bloodless) (2021)
17. The cabinet of Dr Leng (2023)

Serie Gideon Crew
1. Venganza (Gideon's Sword) (2011)
2. El Cadáver (Gideon's Corpse) (2012)
3. La Isla Perdida (The Lost Island) (2014)
4. Infierno de Hielo (Beyond the ice limit) (2016)
5. La Llave del Faraón (The Pharaoh Key) (2019)

Serie Nora Kelly/Corrie Swanson
1. Huesos olvidados (2019)
2. El aguijón del escorpión (The scorpion’s tail) (2021)
3. Diablo mesa (2022)

Serie Más allá del hielo (Ice Limit)
1. Más allá del hielo (The Ice Limit) (2000)
2. Infierno de hielo (Beyond the ice limit) (2016)

Novelas sueltas
- Nivel 5 (Mount Dragon) (1996)
- El pozo de la muerte (Riptide) (1998)
- La ciudad sagrada (Thunderhead) (1999)

### Relatos con Lincoln Child
- "Gone Fishing", publicado en Thriller: Stories to Keep You Up All Night (2006)
- "Extraction" [eBook] (2012)
- "Gaslighted: Slappy the Ventriloquist Dummy vs. Aloysius Pendergast" [eBook] (2014)[12]

### No ficción
- Dinosaurs In the Attic: An Excursion into the American Museum of Natural History (1986)
- Cities of Gold: A Journey Across the American Southwest in Pursuit of Coronado (1992)[13]
- Talking to the Ground: One Family's Journey on Horseback Across the Sacred Land of the Navajo (1996)
- The Royal Road: El Camino Real from Mexico City to Santa Fe (1998)
- Ribbons of Time: The Dalquest Research Site (2006). Fotografía por Walter W. Nelson
- El monstruo de Florencia (The Monster of Florence: A True Story) (2008). Con Mario Spezi
- Trial By Fury: Internet Savagery and the Amanda Knox Case [Kindle Single eBook] (2013)
- Preston, Douglas (6 de mayo de 2013). «The El Dorado Machine: A new scanner's rain-forest discoveries». Our Far-Flung Correspondents. The New Yorker 89 (12): 34-40.
- The Black Place: Two Seasons (2014). Ensayo. Fotografía por Walter W. Nelson
- The Lost City of the Monkey God: A True Story (2017)